# La Vergenne
La Vergenne ist eine französische Gemeinde im Département Haute-Saône in der Region Bourgogne-Franche-Comté.

## Geographie
La Vergenne liegt auf einer Höhe von 282 m über dem Meeresspiegel, zehn Kilometer nordöstlich von Villersexel und etwa 28 Kilometer östlich der Stadt Vesoul (Luftlinie). Das Dorf erstreckt sich in der Talniederung des Rognon, am Westrand der Höhen des Bois de Granges.
Die Fläche des 2,95 km² großen Gemeindegebiets umfasst einen Abschnitt der leicht gewellten Landschaft zwischen dem Ognon-Tal und dem Bois de Granges. Das Gebiet wird von der Talniederung des Rognon durchquert, der für die Entwässerung nach Südwesten zum Scey sorgt. Der Rognon nimmt hier mehrere kurze Seitenbäche auf, die zum Teil zu Weihern aufgestaut werden. Im Südosten reicht das Areal an den Rand der Höhen des Bois de Saint-Georges. Nach Nordwesten erstreckt sich der Gemeindeboden auf das Plateau, das durchschnittlich auf 300 m liegt und dessen Untergrund hauptsächlich aus Muschelkalk besteht. Es ist teils mit Acker- und Wiesland, teils mit Wald bestanden. Ganz im Westen wird mit 322 m die höchste Erhebung von La Vergenne erreicht.
Nachbargemeinden von La Vergenne sind Vouhenans im Norden, Moffans-et-Vacheresse im Osten, Athesans-Étroitefontaine im Süden sowie Gouhenans im Westen.

## Geschichte
Im Mittelalter gehörte La Vergenne zur Herrschaft Gouhenans unter der Baronie Granges. Zusammen mit der Franche-Comté gelangte das Dorf mit dem Frieden von Nimwegen 1678 definitiv an Frankreich. Seit 2000 ist La Vergenne Mitglied des 33 Ortschaften umfassenden Gemeindeverbandes Communauté de communes du Pays de Villersexel.

## Bevölkerung
| Jahr                       | 1962 | 1968 | 1975 | 1982 | 1990 | 1999 | 2006 | 2018 |
| Einwohner                  | 73   | 97   | 94   | 99   | 94   | 83   | 108  | 114  |
| Quellen: Cassini und INSEE |      |      |      |      |      |      |      |      |

Mit 110 Einwohnern (1. Januar 2022) gehört La Vergenne zu den kleinsten Gemeinden des Départements Haute-Saône. Nachdem die Einwohnerzahl in der ersten Hälfte des 20. Jahrhunderts deutlich abgenommen hatte (1891 wurden noch 150 Personen gezählt), wurden seit Beginn der 1970er Jahre nur noch relativ geringe Schwankungen verzeichnet.

## Sehenswürdigkeiten
Die Kapelle Saint-Désiré wurde 1705 erbaut und beherbergt eine Statue des Heiligen Martin aus dem 17. Jahrhundert. Im Ort sind einige Häuser aus dem 17. bis 19. Jahrhundert im typischen Stil der Haute-Saône erhalten. Etwas abseits vom Dorfkern steht auf sumpfigem Gelände ein altes Lavoir, das früher als Brunnen, Waschhaus und Viehtränke genutzt wurde.

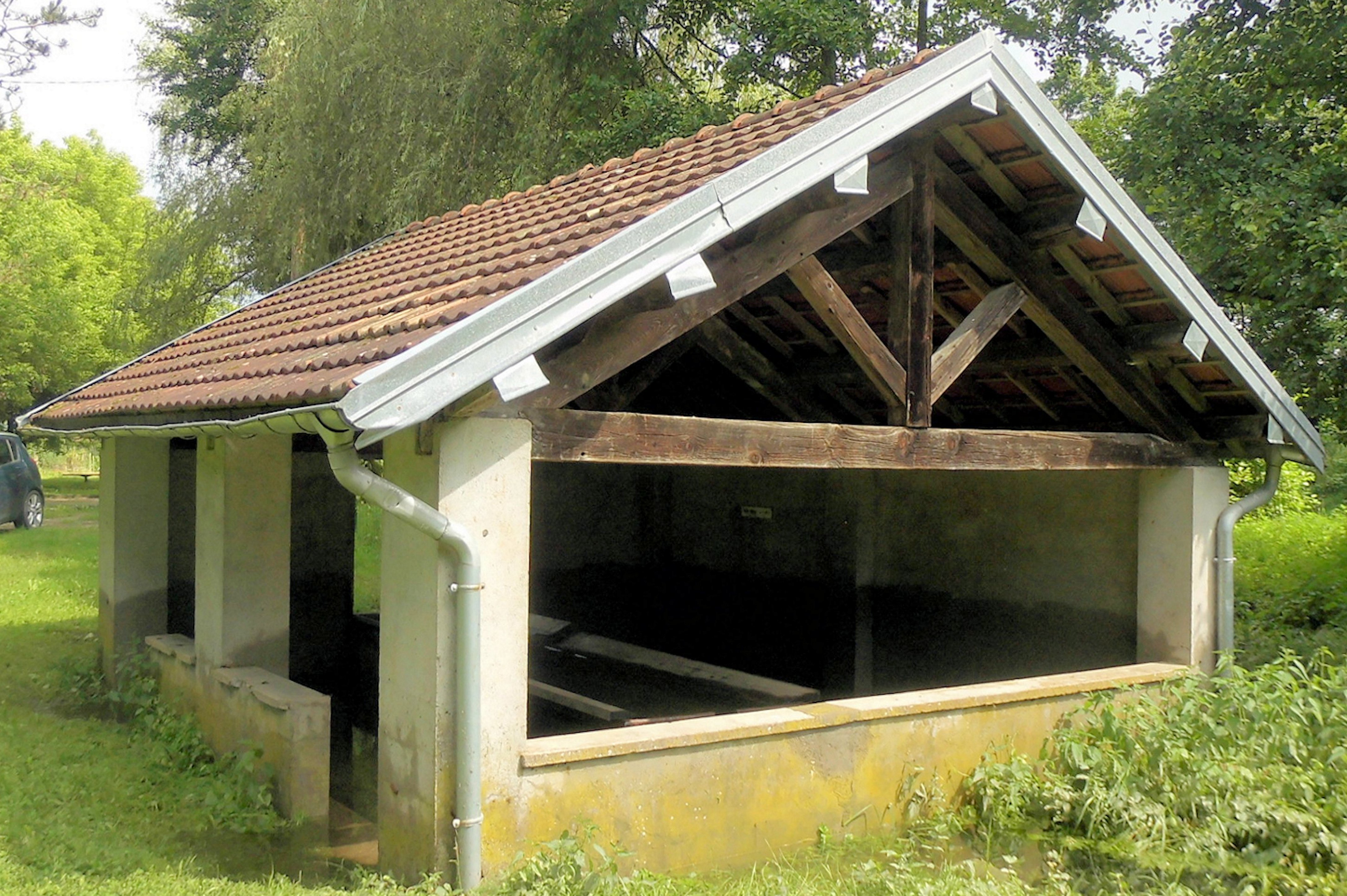
Ehemaliges Waschhaus (Lavoir)

## Wirtschaft und Infrastruktur
La Vergenne war bis weit ins 20. Jahrhundert hinein ein vorwiegend durch die Landwirtschaft (Ackerbau, Obstbau und Viehzucht) und die Forstwirtschaft geprägtes Dorf. Daneben gibt es heute einige Betriebe des lokalen Kleingewerbes. Mittlerweile hat sich das Dorf auch zu einer Wohngemeinde gewandelt. Viele Erwerbstätige sind deshalb Wegpendler, die in den größeren Ortschaften der Umgebung ihrer Arbeit nachgehen.
Die Ortschaft liegt abseits der größeren Durchgangsachsen an einer Departementsstraße, die von Villersexel nach Ronchamp führt. Weitere Straßenverbindungen bestehen mit Gouhenans und Faymont.